# Бйорн II Гогський
Бйорн II Гогський, Бйорн Ерікссон (швед. Björn på Håga) ? — близько 845) — легендарний конунг Свеаланда у 829—845 роках. Згадується у «Сазі про Гервер».

## Життєпис
Походив з династії Мунсйо. Син короля Еріка II. Про дату народження нічого невідомо. Близько 829 року після смерті двоюрідного брата Еріка III разом із братом Анундом успадкував трон. Розділив трон, отримавши частину Свеаріке (Свеаланда) зі столицею у місці Гогі (навпроти важливого міста Бірке), що в перекладі означає «могильний пагорб». Місце було названо так через великий курган, який лежав неподалік. Уже в наш час археологи назвали його «Пагорб Бйорна». Втім археологічні дослідження 1902 року спростували гіпотезу, за якою начебто тут поховано короля Бйорна (артефакти пагорба належать до бронзової доби).
У 829 році Бйорн прийняв християнського місіонера Ансгара, спрямованого франкським імператором Людовіком I Благочестивим. Бйорн Еріксон дозволив Ансгару заснувати в Бирці християнську громаду. Про це згадував архієпископ Бреме-Гамбурзький Рімберт. Разом з тим залишився вірним поганським віруванням. Полюбляв саги скальдів, про двір цього короля згадується в «Скальдаталі» (каталог поетів). 831 році Ансгар повернувся до Бремена, замість нього громаду в Бірці очолив небіж попереднього — Гаусберта, який прибув до Бірке у 836 році.
Наприкінці 830-х років підтримав рух у Свеаланді, який протистояв посиленню християнізації. Зрештою це призвело до повалення його брата короля Анунда Уппсальського. У результаті Бйорн об'єднав усі землі свеїв. Проте вже близько 840 року, скориставшись відсутністю Бйорна (той перебував у морському поході проти племен Балтії), повалений брат Анунд вдерся до Свеаланда. Не маючи змоги протистояти Бйорн після повернення уклав угоду з Анундом, з якою повернув тому колишні володіння.
Невідомо, коли саме помер Бйорн, втім, напевне, він пережив Анунда, оскільки зумів залишити увесь Свеаланд синові Улофу.

## Родина
- Улоф (д/н-854/855), король у 845—855 роках.